# أندي هولمز
أندي هولمز (بالإنجليزية: Andy Holmes)‏ (7 يناير 1969 ستوك أون ترينت المملكة المتحدة - ) هو لاعب كرة قدم بريطاني يلعب كمدافع.